# Henry Cow
Henry Cow es el nombre de un grupo inglés de rock progresivo y rock experimental, fundado a finales de los años 1960 en la Universidad de Cambridge por los multiinstrumentistas Fred Frith y Tim Hodgkinson.
Disuelto a los diez años de su fundación, aún hoy se les recuerda como una de las bandas de corte más erudito dentro del contexto del rock experimental y de vanguardia.
Su música, compuesta frecuentemente por elementos ajenos al rock como el jazz, el dadaísmo o la música expresionista, dio lugar a un nuevo movimiento, que fue llamado "Rock in Opposition" (RIO), formado por varias bandas y músicos europeos que exploraban hasta el infinito las posibilidades estilísticas que ofrecían el rock progresivo, el blues, la música académica, el free jazz y el rock experimental.

## Discografía

### Álbumes de estudio
| Año  | Detalles del álbum                                                                 |
| ---- | ---------------------------------------------------------------------------------- |
| 1973 | Legend - Lanzamiento: agosto - Discográfica: Virgin                                |
| 1974 | Unrest - Lanzamiento: mayo - Discográfica: Virgin                                  |
| 1975 | Desperate Straights (con Slap Happy) - Lanzamiento: febrero - Discográfica: Virgin |
| 1975 | In Praise of Learning (con Slap Happy) - Lanzamiento: mayo - Discográfica: Virgin  |
| 1979 | Western Culture - Discográfica: Broadcast / Celluloid                              |

### Álbumes en vivo
| Año  | Detalles del álbum                                                         |
| ---- | -------------------------------------------------------------------------- |
| 1976 | Henry Cow Concerts - Discográfica: Compendium / Caroline                   |
| 2008 | Stockholm & Göteborg - Lanzamiento: Septiembre - Discográfica: Recommended |

### Cajas recopilatorias
- The Virgin Years – Souvenir Box (1991) - contiene los primeros tres álbumes de estudio.
- Henry Cow Box (2006) - contiene los seis discos originales de la banda y un sencillo inédito con The Orckestra.

| Año  | Box set                                                                                 | Nota                                                                                             |
| ---- | --------------------------------------------------------------------------------------- | ------------------------------------------------------------------------------------------------ |
| 2009 | The 40th Anniversary Henry Cow Box Set - Lanzamiento: enero - Discográfica: Recommended | Incluye nueve volúmenes de ensayos y grabaciones en vivo inéditas entre 1972 y 1978, más un DVD. |